# RiverDogs de Richmond
Les RiverDogs de Richmond sont une ancienne franchise professionnelle de hockey sur glace en Amérique du Nord qui évoluait dans l'United Hockey League. L'équipe était basée à Richmond dans l'État de la Virginie.

## Historique
La franchise est créée en 2003. Elle évolue trois saisons en United Hockey League avant de déménager pour devenir les Hounds de Chicago.

## Statistiques
| No | Saison    | PJ | V  | D  | DTB | BP  | BC  | Pts | Classement              | Séries éliminatoires    | Entraîneur                 |
| -- | --------- | -- | -- | -- | --- | --- | --- | --- | ----------------------- | ----------------------- | -------------------------- |
| 1  | 2003-2004 | 76 | 44 | 27 | 5   | 259 | 251 | 93  | 1re place, division Est | Défaite au premier tour | Rod Langway                |
| 2  | 2004-2005 | 80 | 33 | 42 | 5   | 245 | 319 | 71  | 3e place, division Est  | Non qualifiés           | Don Martin                 |
| 3  | 2005-2006 | 76 | 40 | 30 | 6   | 251 | 249 | 86  | 3e place, division Est  | Non qualifiés           | Robbie Nichols Kris Waltze |